# 阿帕雷西達迪戈亞尼亞

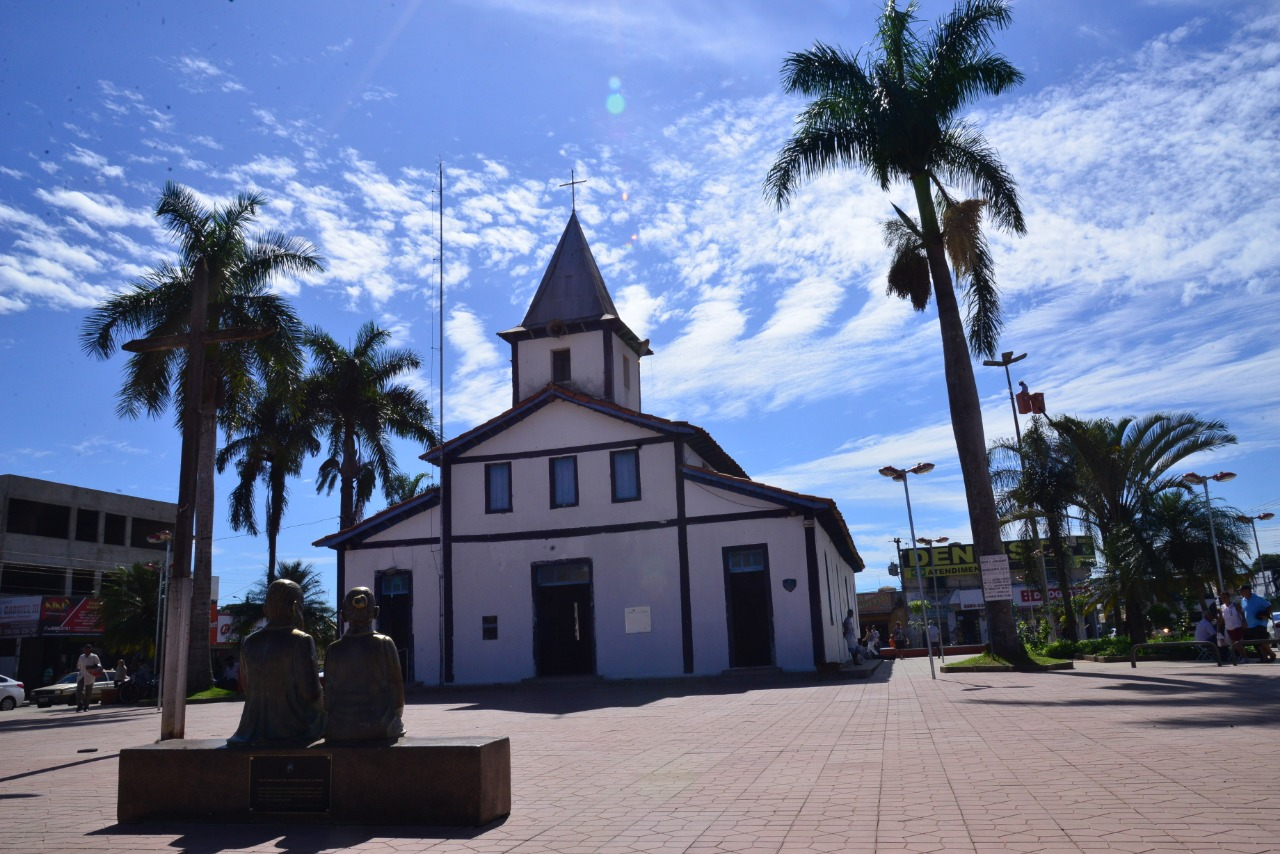
阿帕雷西達迪戈亞尼亞

阿帕雷西達迪戈亞尼亞是巴西的城市，位於該國中部，距離首府戈亞尼亞21公里，由戈亞斯州負責管轄，面積290平方公里，海拔高度808米，受熱帶氣候影響，每年平均降雨量約1,500毫米，2007年人口475,303。

## 外部連結
- IBGE （页面存档备份，存于）
- Seplan
- Frigoletto （页面存档备份，存于）
- Aparecida Net